# Armée de Yarmouk
L'Armée de Yarmouk  (arabe : جيش اليرموك, Jaish al-Yarmouk) est un groupe rebelle de la guerre civile syrienne.

## Affiliations
L'Armée de Yarmouk est affiliée à l'Armée syrienne libre et elle fait partie de la cinquantaine de brigades de l'ASL qui forment le Front du Sud le 14 février 2014,. Le groupe est actif dans les gouvernorats de Deraa et Qouneitra. 
En avril 2015, le Front du Sud publie un communiqué dans lequel il condamne l'idéologie d'al-Nosra et déclare rejeter toute coopération avec lui. Bachar al-Zoubi, le chef de l'armée de Yarmouk, déclare : « Nous devons exprimer clairement notre position : ni le Front al-Nosra ni toute autre organisation se réclamant de cette idéologie ne nous représente ».

## Effectifs et commandement
L'Armée de Yarmouk est commandée par Bachar al-Zoubi. En août 2013, ce dernier affirme être à la tête de 4 000  à   5 000 hommes. Le bureau des médias des Forces révolutionnaires de Syrie donne quant à lui un effectif de 2 700 hommes fin 2015. L'Armée de Yarmouk est la brigade rebelle la plus puissante du Front du Sud,.

## Armement
L'Armée de Yarmouk fait partie des brigades rebelles soutenues par les États-Unis qui bénéficient de livraisons de missiles antichar BGM-71 TOW. Le groupe est également soutenu par l'Arabie saoudite.